# آئوس گونیبوف
آئوس گونیبوف (به ترکی استانبولی: Enes Başar،  زادهٔ ۳ مارس ۲۰۰۱) یک کشتی‌گیر فرنگی‌کار اهل کشور روسیه است.
از افتخارات وی می‌توان به‌ کسب مدال برنز قهرمانی کشتی جهان ۲۰۲۳ اشاره کرد.

## فعالیت حرفه‌ای

### قهرمانی کشتی جهان ۲۰۲۳
گونیبوف در وزن ۸۲ کیلوگرم کشتی فرنگی‌ قهرمانی کشتی جهان ۲۰۲۳ بلگراد شرکت کرد، او در این مسابقات بکسلطان نظربایف از قرقیزستان و دیاس کالن از قزاقستان را مغلوب کرد اما در مسابقه بعد به رفیق حسینوف از آذربایجان باخت و با توجه به حضور این کشتی‌گیر در فینال، به دیدار شانس مجدد رفت. او در مرحله شانس مجدد اریک زیلواسی از مجارستان را شکست داد و به دیدار رده‌بندی رسید. وی در این دیدار برهان آکبوداک از ترکیه را شکست داد و مدال برنز را بدست آورد.